# Claudio Corti (roadracingförare)

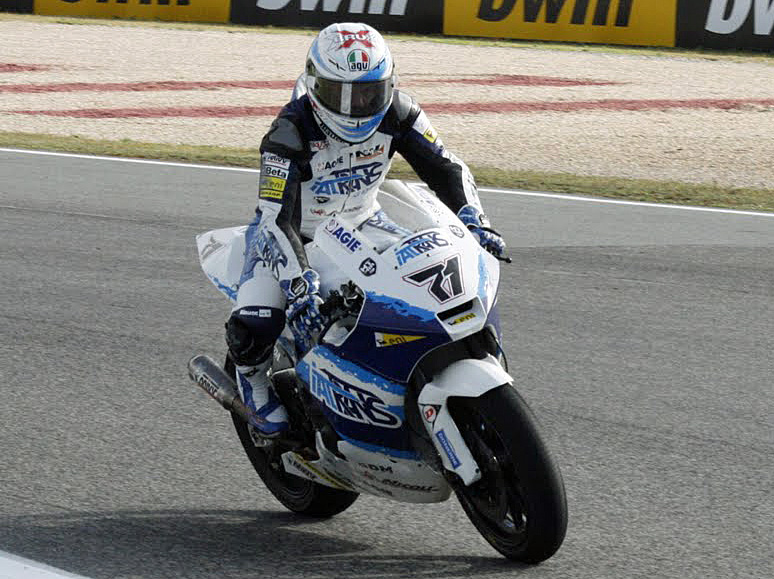
Corti på Estorilbanan 2011.

Claudio Corti, född 25 juni 1987 i Como, är en italiensk roadracingförare.
Corti gjorde VM-debut 2010 i Moto2 och körde i den klassen till och med 2012. Bästa resultat var en andraplats 2011. Roadracing-VM 2013 körde Corti i MotoGP för stallet NGM Mobile Forward Racing på motorcykelmärket FTR Kawasaki. Corti deltog i Superbike-VM 2014 för MV Agusta och kom på 17:e plats. 2015 hoppade han in i MotoGP för sitt gamla team Forward Racing i fyra tävlingar.